# Parafia Najświętszej Maryi Panny Królowej Polski w Dubecznie
Parafia Najświętszej Maryi Panny Królowej Polski – parafia rzymskokatolicka w Dubecznie.
Parafia została erygowana w 1989 przez biskupa Jana Mazura. 
Kościół parafialny murowany, w stylu współczesnym, wybudowany w latach 1984-1986, staraniem ks. Wiesława Wyrzykowskiego, ówczesnego proboszcza parafii Hańsk.  
Parafia ma księgi metrykalne od 1989.
Do parafii należy tylko wieś Dubeczno.